# Miasto mania
Miasto mania, zapisywane również jako Miasto Mania lub miasto mania – debiutancki album Marii Peszek wydany w 2005 roku nakładem wytwórni Kayax.

## Historia
Płyta powstała przy współpracy z Wojciechem Waglewskim, który wyprodukował i skomponował większość utworów, oraz jego synami Piotrem i Bartoszem. Wszystkie teksty napisali wspólnie Maria Peszek i Piotr Lachmann, jednak w utworze „Ćmy” wykorzystano fragment wiersza „Suka” Anny Świrszczyńskiej. Peszek zdradziła, że na potrzeby płyty powstały dwa utwory, które ostatecznie nie zostały użyte.
Miasto mania to album koncepcyjny, opisujący przeżycia dziewczyny żyjącej w wielkim mieście, nazwanej Mania, bądź po prostu "m". Choć ogólnie przyjęto, że płyta inspirowana jest atmosferą Warszawy, Peszek utrzymuje, że album nie opowiada o żadnym konkretnym mieście. Równocześnie z płytą premierę miał spektakl multimedialny o tym samym tytule, który był teatralnym przedstawieniem utworów zawartych na albumie. Sztukę wyreżyserowali Maria oraz Jan Peszek, choreografię opracował Rafał Dziemidok, a jej premiera odbyła się w warszawskim teatrze Fabryka Trzciny 14 października 2005.
Album spotkał się z bardzo pozytywnymi opiniami krytyków. Dziennikarz Marcin Babko określił go jako "jedną z najlepszych polskich płyt roku 2005", a Piotr Metz powiedział, że to "pierwsza płyta, która ładnie pokazała Warszawę". Miasto mania dostała też trzy nominacje do Fryderyka, ostatecznie wygrywając w kategorii "produkcja muzyczna roku". W przeciwieństwie do płyty, towarzyszący jej spektakl nie spotkał się jednak z pozytywnymi recenzjami.
Z albumu wydano single „Moje miasto”, „Nie mam czasu na seks” i „Miły mój”. Wszystkie utwory cieszyły się znaczącą popularnością na kilku listach przebojów, a teledyski do dwóch pierwszych piosenek zdobyły nagrody podczas XV edycji Festiwalu Polskich Wideoklipów Yach Film. W 2006 roku ukazało się rozszerzone wydanie Miasto manii wzbogacone o dodatkowy krążek Mania siku, który dostępny był także jako osobny minialbum.
Miasto mania zadebiutowała na polskiej liście sprzedaży OLiS na miejscu 48., a w styczniu 2006 płyta osiągnęła swą najwyższą, 6. pozycję. W grudniu 2006 album uzyskał status platynowej płyty za sprzedaż przekraczającą 30 tysięcy egzemplarzy. Wręczenie wyróżnienia odbyło się w klubie Mono w Warszawie 7 grudnia 2006. Ostatecznie album rozszedł się w nakładzie 40 tysięcy egzemplarzy (stan na wrzesień 2008).

## Lista utworów
1. „Moje miasto” – 4:43 (muzyka – Wojciech Waglewski; tekst – Maria Peszek, Piotr Lachmann)
2. „Ćmy” – 2:54 (muzyka – Wojciech Waglewski; tekst – Maria Peszek, Piotr Lachmann)
3. „Mam kota” – 2:53 (muzyka – Wojciech Waglewski; tekst – Maria Peszek, Piotr Lachmann)
4. „SMS” – 4:59 (muzyka – Wojciech Waglewski; tekst – Maria Peszek, Piotr Lachmann)
5. „Ballada nie lada” – 2:54 (muzyka – Bartek "Fisz" Waglewski, Maciej "Envee" Goliński; tekst – Maria Peszek, Piotr Lachmann)
6. „Pieprzę cię miasto” – 4:07 (muzyka – Wojciech Waglewski; tekst – Maria Peszek, Piotr Lachmann)
7. „Czarny worek” – 3:34 (muzyka – Wojciech Waglewski; tekst – Maria Peszek, Piotr Lachmann)
8. „Lali lali” – 5:30 (muzyka – Bartek "Fisz" Waglewski, Maria Peszek; tekst – Maria Peszek, Piotr Lachmann)
9. „Mgła” – 3:31 (muzyka – Wojciech Waglewski; tekst – Maria Peszek, Piotr Lachmann)
10. „Nie mam czasu na seks” – 4:06 (muzyka – Wojciech Waglewski; tekst – Maria Peszek, Piotr Lachmann)
11. „Miły mój” – 13:18 (muzyka – Wojciech Waglewski; tekst – Maria Peszek, Piotr Lachmann)

„Moje miasto” (Big City Mix) (muzyka – Wojciech Waglewski; tekst – Maria Peszek, Piotr Lachmann) – Tzw. "ukryty utwór", następujący na końcu ścieżki 11.

## Twórcy
- Maria Peszek – słowa, śpiew
- Piotr Lachmann – słowa
- Wojciech Waglewski – gitary, cymbałki, produkcja muzyczna utworów 1, 3, 6, 10 i 11
- Piotr "Emade" Waglewski – perkusja, produkcja muzyczna utworów 2, 4, 7-9
- Karim Martusewicz – aranżacja smyków i partii chóru, bas
- Mateusz Pospieszalski – akordeon, keyboard
- kwartet smyczkowy Kwadrat w składzie:
  - Grzegorz Lalek – pierwsze skrzypce
  - Maria Orzęcka – drugie skrzypce
  - Zofia Bielecka – altówka
  - Patryk Rogoziński – wiolonczela
- Bartek "Fisz" Waglewski – gitara, cymbałki w utworze 8, wokal w utworach 5 i 8
- Piotr Gałecki, Mariusz Majchrowicz, Michał Piskorz – chórki
- Maciej "Envee" Goliński, Kitchenfield Studios – realizacja nagrania, mix utworów 5 i 8
- Piotr „Dziki” Chancewicz, Media Studio – realizacja nagrania, mix utworów 1-4, 6, 7, 9-11
- Przemek Nowak, Media Studio – edycja
- Jacek Gawłowski, JG Master Lab – mastering
- Jacek Poremba – zdjęcia
- Maciej Stojek – design

## Trasa koncertowa
Niezależnie od spektaklu, płytę promowała także trasa koncertowa pod nazwą Miasto mania na żywo. Na scenie Marii Peszek towarzyszył zespół w składzie:
- Michał "Fox" Król – instrumenty klawiszowe
- Marcin Ułanowski – perkusja
- Wojciech Traczyk – kontrabas
- Mariusz Wróblewski – gitara

Koncerty w Częstochowie i Tarnowie oryginalnie zaplanowane na listopad 2006 zostały przeniesione na następny rok z powodu katastrofy górniczej w kopalni Halemba.
| Data                 | Miasto       | Państwo | Obiekt                               | Źródło |
| -------------------- | ------------ | ------- | ------------------------------------ | ------ |
| 4 marca 2006         | Poznań       | Polska  | Scena na Piętrze                     | [ 28 ] |
| 24 marca 2006        | Lublin       | Polska  | Centrum Kultury                      | [ 29 ] |
| 31 marca 2006        | Sopot        | Polska  | Polska Filharmonia Kameralna         | [ 30 ] |
| 7 kwietnia 2006      | Kraków       | Polska  | Łaźnia Nowa                          | [ 31 ] |
| 6 maja 2006          | Wrocław      | Polska  | Mleczarnia                           | [ 32 ] |
| 8 maja 2006          | Wrocław      | Polska  | Mleczarnia                           | [ 32 ] |
| 13 maja 2006         | Lublin       | Polska  | Uniwersytet Marii Curie-Skłodowskiej | [ 33 ] |
| 15 maja 2006         | Lublin       | Polska  | Katolicki Uniwersytet Lubelski       | [ 33 ] |
| 23 maja 2006         | Zielona Góra | Polska  | Teatr Lubuski                        | [ 33 ] |
| 25 maja 2006         | Warszawa     | Polska  | M25                                  | [ 34 ] |
| 26 maja 2006         | Białystok    | Polska  | Białostocki Ośrodek Kultury          | [ 33 ] |
| 31 maja 2006         | Cieszyn      | Polska  | Cieszyński Ośrodek Kultury           | [ 33 ] |
| 8 września 2006      | Warszawa     | Polska  | Lapidarium                           | [ 35 ] |
| 29 września 2006     | Budapeszt    | Węgry   | A38                                  | [ 36 ] |
| 4 października 2006  | Warszawa     | Polska  | Punkt                                | [ 12 ] |
| 13 października 2006 | Gdynia       | Polska  | Ucho                                 | [ 37 ] |
| 17 października 2006 | Poznań       | Polska  | Teatr Nowy (2 koncerty)              | [ 38 ] |
| 4 listopada 2006     | Ełk          | Polska  | Ełckie Centrum Kultury               | [ 39 ] |
| 10 marca 2007        | Poznań       | Polska  | Blue Note Jazz Club                  | [ 40 ] |
| 1 kwietnia 2007      | Tarnów       | Polska  | Tarnowskie Centrum Kultury           | [ 41 ] |
| 2 kwietnia 2007      | Kraków       | Polska  | Gwarek                               | [ 42 ] |
| 25 listopada 2007    | Częstochowa  | Polska  | Teatr im. Adama Mickiewicza          | [ 26 ] |